# Arnsdorf (Vierkirchen)
Arnsdorf (obersorbisch Warnołćicy) ist einer von zehn Ortsteilen der Gemeinde Vierkirchen im sächsischen Landkreis Görlitz. Arnsdorf hat rund 500 Einwohner, und umfasst eine Fläche von 7,3 km². Das entspricht einer Bevölkerungsdichte von 68 Einwohner je km².

## Geographie
Arnsdorf liegt im östlichen Teil der Gemeinde Vierkirchen, südlich der Bundesautobahn 4. Südlich von Arnsdorf liegt Hilbersdorf, im Südwesten liegen die Reichenbacher Ortsteile Dittmannsdorf und Krobnitz und im Westen Melaune. Nördlich liegt auf der anderen Seite der Autobahn der Waldhufener Ortsteil Nieder Seifersdorf, nach dem auch die zwei Kilometer entfernte Autobahnanschlussstelle benannt ist.

## Geschichte

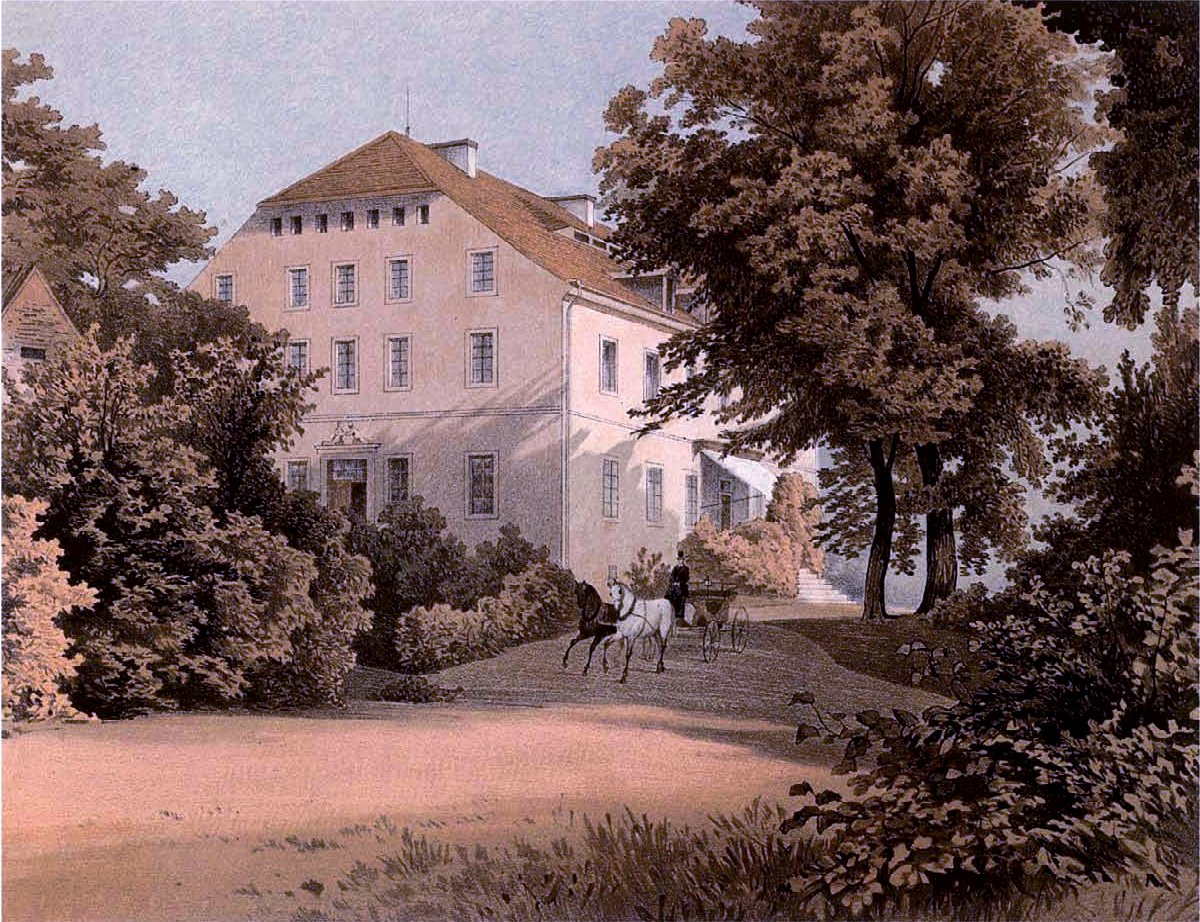
Rittergut Arnsdorf um 1880, Sammlung Alexander Duncker

### Ortsname
Der Name Arnsdorf bedeutet Dorf eines Arnolds. Es wird vermutet, dass das Dorf eventuell nach Arnold von Radeberg benannt worden ist. Der sorbische Name Warnołcicy, der identisch mit dem von Arnsdorf bei Ruhland ist, findet heute keine Verwendung mehr.

### Ortsgeschichte
Die erste urkundliche Erwähnung Arnsdorfs erfolgte 1366 im Görlitzer Stadtbuch als Arnoldisdorf. Das Dorf ist vermutlich wesentlich älter, denn die St.-Katharinen-Kirche stammt wahrscheinlich aus der ersten Hälfte des 13. Jahrhunderts. Arnsdorf hatte sich bereits Anfang des 15. Jahrhunderts zu einem Gutsdorf mit zwei Gutsanteilen entwickelt. Hans von Gersdorff auf Döbschütz konnte die beiden Teile zwischen 1531 und 1536 erwerben. 
In die gleiche Zeit fällt die Reformation. Erste Versuche gab es bereits 1525; der erste bekannte evangelische Pfarrer wurde 1549 ordiniert. 1582 wurde die Deckenbemalung im Kirchenschiff so gestaltet, wie sie noch heute zu sehen ist. Bereits drei Jahre später gab es nachweislich eine Schule. Umbauten an der Kirche, die bereits im 15. Jahrhundert begannen und bis ins 18. Jahrhundert erfolgten, gaben der Kirche ihr heutiges Aussehen. Oberhalb der Kirche wurde 1835 eine Holländerwindmühle erbaut und rund ein Jahrhundert lang betrieben.
Bereits gegen Ende des 18. Jahrhunderts gelangte Hilbersdorf an die Arnsdorfer Herrschaft der uradeligen Familie von Wiedebach und Nostitz-Jänkendorf. Die beiden Dörfer sollten gutsherrschaftlich bis zur Bodenreform nach dem Zweiten Weltkrieg zusammenbleiben. Neben dem Gutsbetrieb gab es seit 1850 eine rasante Entwicklung der Steinindustrie, welche die Entstehung mehrerer großer Steinbrüche zur Folge hatte. Der farbbeständige Granit wurde deutschlandweit verbaut.
Seit 1970 bildete Arnsdorf mit Hilbersdorf die Gemeinde Arnsdorf-Hilbersdorf. Im gleichen Jahr wurden die noch aktiven Steinbrüche in beiden Gemeindeteilen geschlossen. Die Görlitzer Kreisbahn, die seit 1904 auch durch Arnsdorf fuhr, wurde 1972 eingestellt. Nach der Wende kam es zur Wiederaufnahme des Granitabbaus.

### Bevölkerungsentwicklung
| Jahr | Einwohner |
| ---- | --------- |
| 1825 | 559       |
| 1871 | 662       |
| 1885 | 691       |
| 1905 | 685       |
| 1925 | 667       |
| 1939 | 624       |
| 1946 | 824       |
| 1950 | 791       |
| 1964 | 679       |
| 2002 | 502       |
| 2003 | 494       |
| 2008 | 464       |
| 2011 | 493       |

Im Jahr 1529 wirtschafteten in Arnsdorf sieben besessene Mann. 1777 wurden acht besessene Mann, 30 Gärtner und 25 Häusler verzeichnet.
Im 19. Jahrhundert stieg die Einwohnerzahl von rund 550 auf knapp 700 an. Danach fiel sie bis zum Ausbruch des Zweiten Weltkriegs kontinuierlich auf 624 ab. Durch Flüchtlinge und Vertriebene aus den ehemals deutschen Ostgebieten stieg die Zahl nach dem Krieg auf über 800 an, konnte jedoch nicht gehalten werden.
Die von Bevölkerungsrückgängen betroffenen Gemeinden Arnsdorf-Hilbersdorf, Buchholz und Melaune schlossen sich zum 1. Januar 1994 zur Gemeinde Vierkirchen zusammen. In der 1789 erbauten Schule wurde am 1. August 2002 eine Kindertagesstätte eingerichtet.
Anfang des 21. Jahrhunderts lag die Einwohnerzahl mit rund 500 unterhalb der Zahl, die zwei Jahrhunderte früher verzeichnet wurde. Im zweiten Jahrzehnt des 21. Jahrhunderts steigt die Einwohnerzahl jedoch wieder an.

## Sehenswürdigkeiten
- Barockschloss mit alter Schlossgärtnerei aus dem 18. Jahrhundert (wurde 1856 umgebaut)
- St.-Katharinen-Kirche aus dem 13. Jahrhundert[6]
- zwei Steinkreuze am Eingang und in der Nähe des Kirchhofes

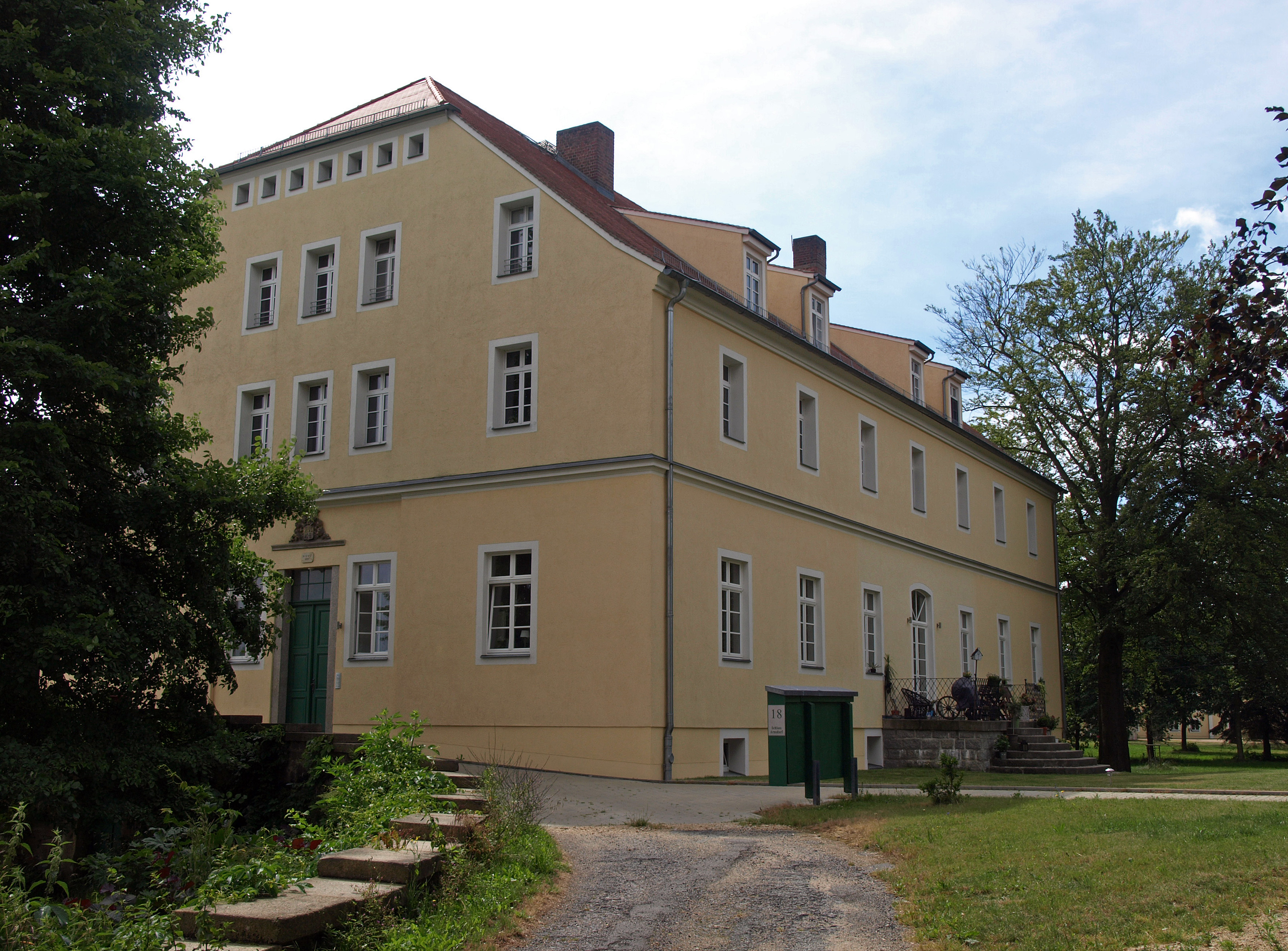
Schloss
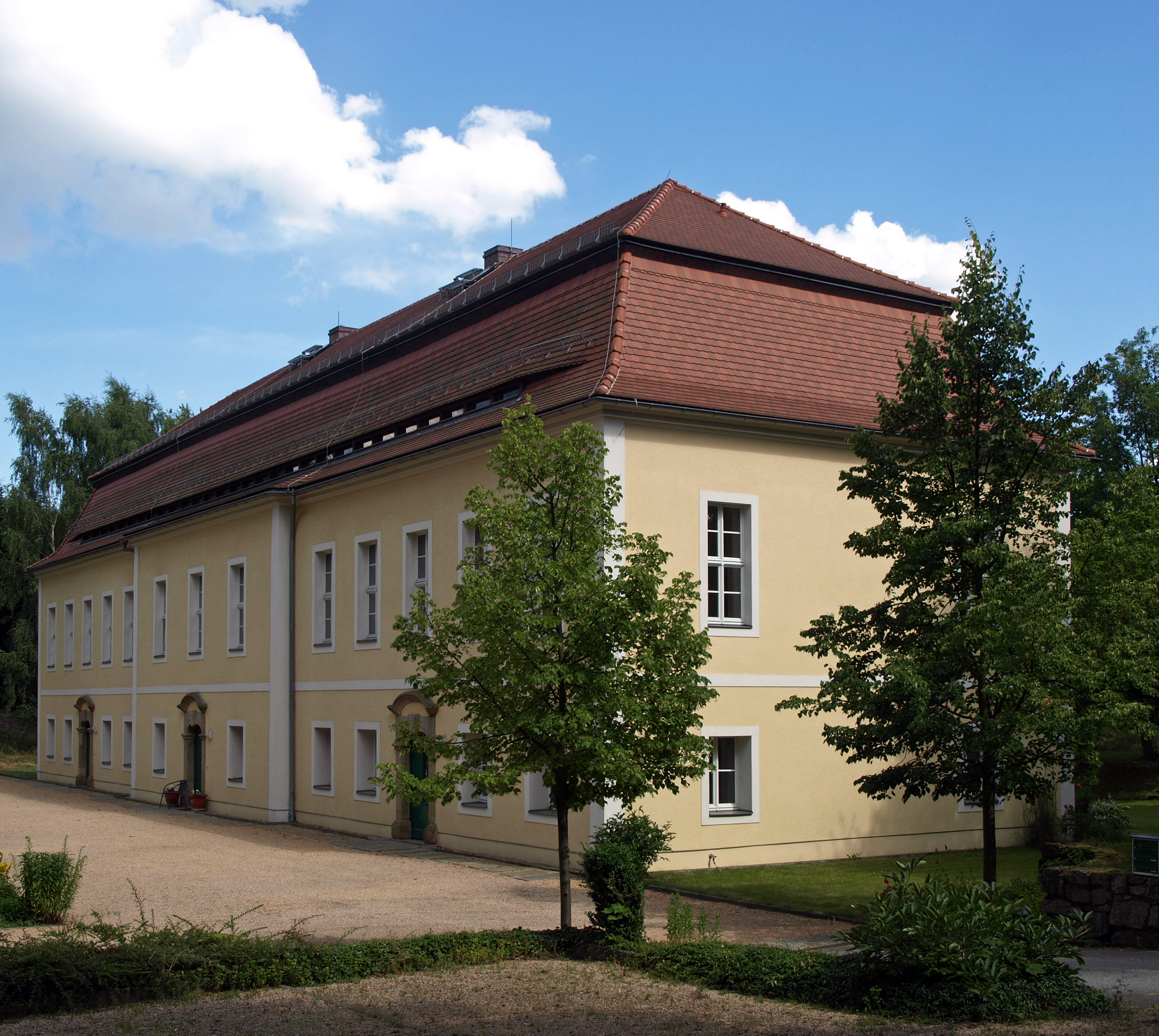
Orangerie im Schlosspark
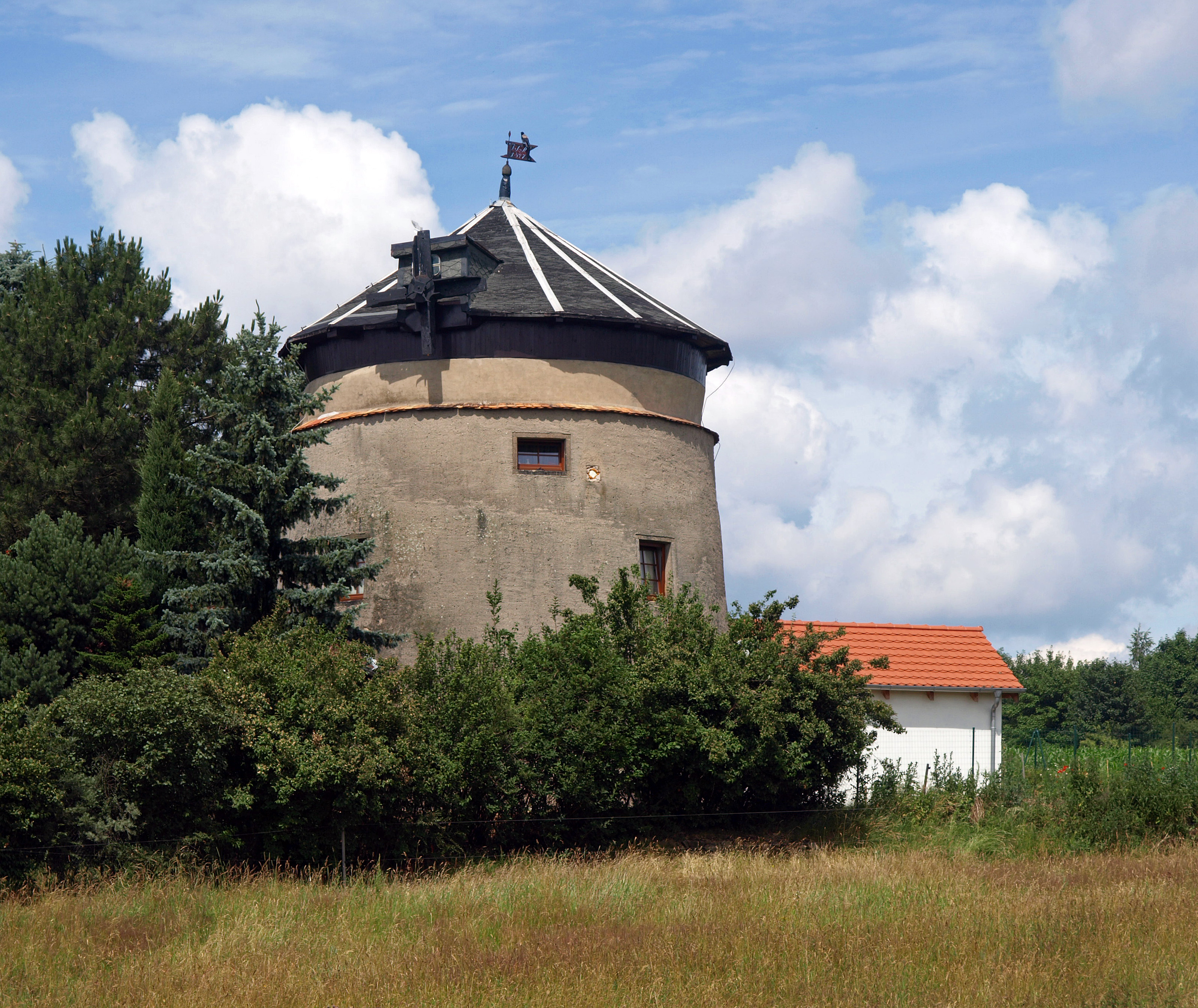
Windmühle
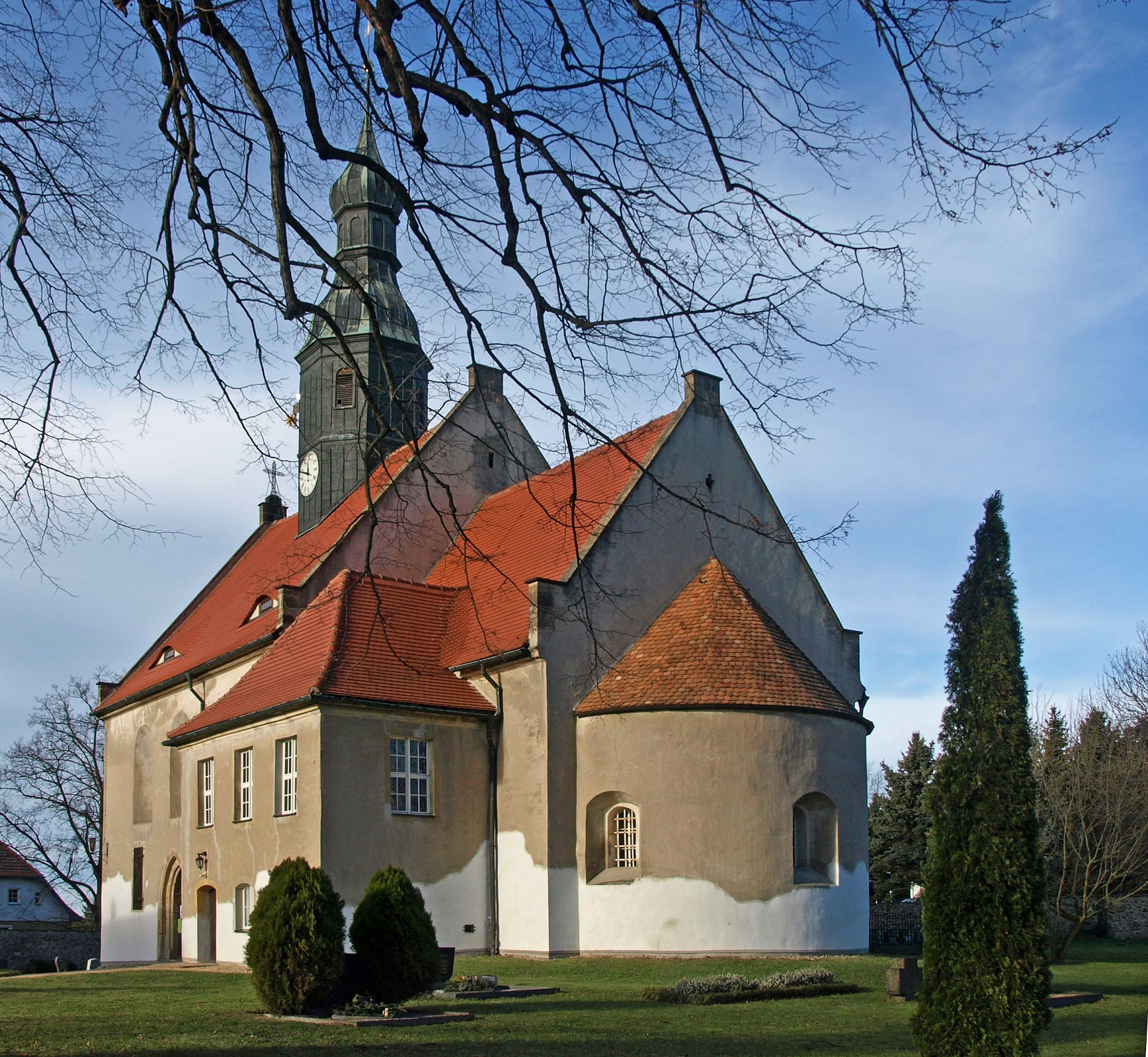
Kirche St. Katharina
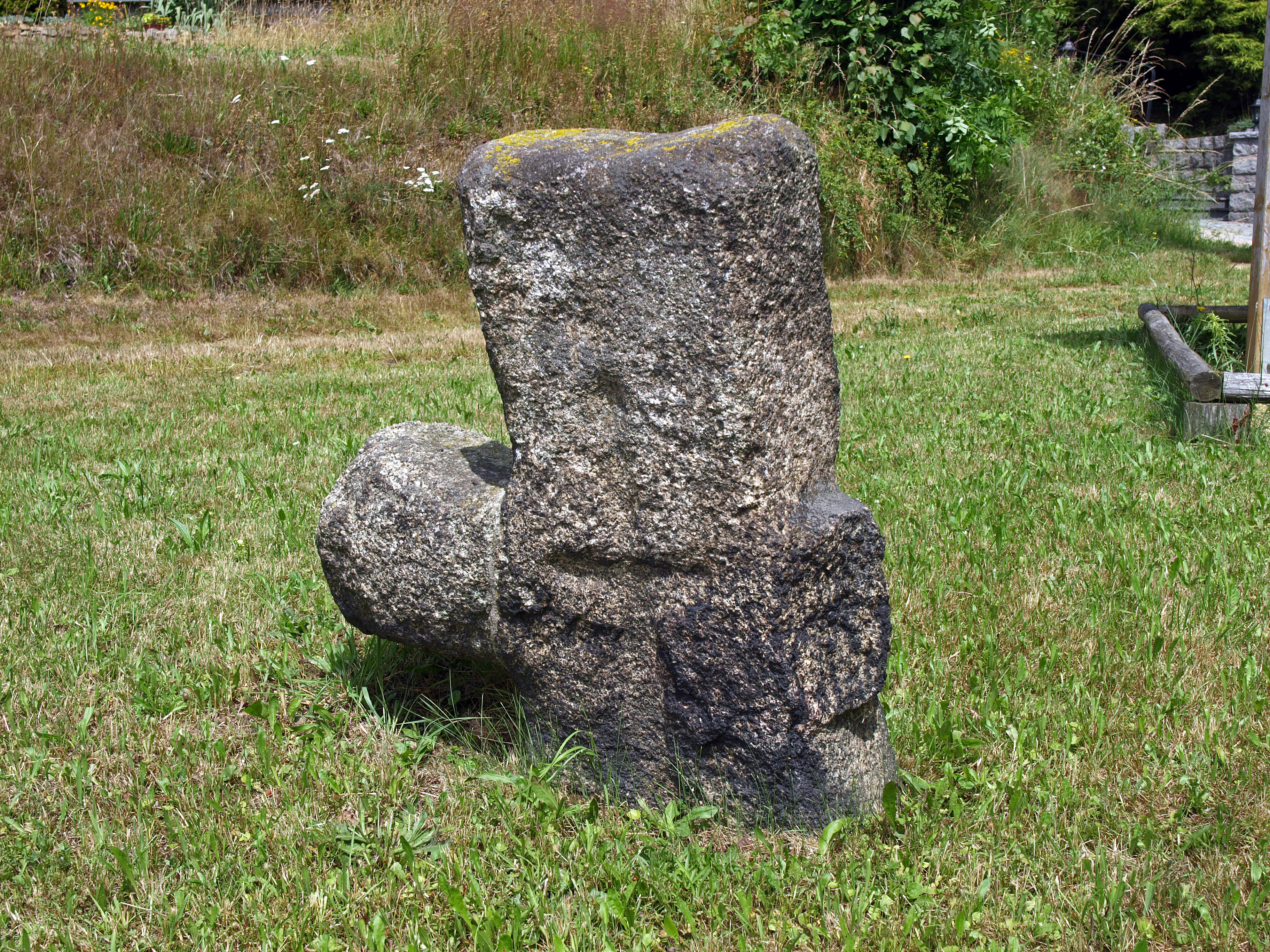
Steinkreuz

## Verkehrsanbindung
- Bundesautobahn 4: Anschlussstelle Nieder Seifersdorf
- Omnibusverkehr Oberlausitz: Buslinie 65 (Görlitz–Weißenberg)

## Persönlichkeiten
- Karl von Wiedebach und Nostitz-Jänkendorf (1844–1910), Politiker, Mitglied des Preußischen Herrenhauses
- Paul von Wiedebach und Nostitz-Jänkendorf (1848–1923), Politiker, Mitglied des Preußischen Herrenhauses
- Hans Schranz (1916–1987), Schweizer Schriftsteller